# Morfina (opowiadanie)
Morfina, Morfium (ros. Морфий) – opowiadanie rosyjskiego pisarza Michaiła Bułhakowa, ukończone i wydane w 1927. Zawierała wątki autobiograficzne, odzwierciedlając odczucia autora z pobytu w Wiaźmie, gdzie odbywał praktykę lekarską.
Głównym wątkiem opowiadania jest historia spisana w pamiętniku przez Polakowa i odczytana po jego samobójstwie przez doktora Bomgarda. Opowiada ona o przypadkowym popadnięciu w nałóg, bezskutecznej próbie wyleczenia oraz samobójstwie popełnionym z głodu narkotykowego. 
Opowiadanie Morfina oraz cykl nowel Bułhakowa pt. Zapiski młodego lekarza posłużyły jako scenariusz do filmu Morfina (2008) w reżyserii Aleksieja Bałabanowa.